# Annual Reviews
Annual Reviews mit Geschäftssitz in Palo Alto (Kalifornien, USA) ist ein Nonprofit-Verlag, der 47 jährliche Zeitschriften über verschiedene natur- und sozialwissenschaftliche Forschungsgebiete herausgibt. Jede einzelne Ausgabe des „Annual Review“ umfasst etwa 12 bis 40 umfassende Review-Artikel, in denen die wichtigeren Fortschritte der letzten paar Jahre in einem bestimmten Themenkreis zusammengefasst werden. Die Themen können sich wiederholen; zum Beispiel erschienen von 1981 bis 2000 sieben Artikel mit dem Titel „Attitude Change“, um neue und revidierte Konzepte in der Einstellungspsychologie zu präsentieren.
Diese Reviews werden in Lehre und Forschung viel benutzt und dienen dazu, auf dem aktuellen Stand der Kenntnis zu bleiben und einen schnellen Einstieg in ein neues wissenschaftliches Forschungsgebiet zu erhalten. Alle Autoren sind ausgewiesene Kenner ihres Sachgebiets und wurden durch das Redaktionsteam zum Verfassen eines oder mehrerer Artikel eingeladen.
Jede der 47 Reihen ist als gebundene, jährliche Ausgabe erhältlich, einzelne Artikel können gegen Bezahlung oder im Instituts-Abonnement von der Website des Verlags heruntergeladen werden. Annual Reviews nimmt auch am Projekt Wikipedia Library Card teil; regelmäßige Wikipedia-Beitragende besitzen vollen Zugriff auf die Artikel des Verlags.

## Geschichte
Die erste Reihe von Annual Reviews war Annual Review of Biochemistry, das 1932 erstmals herausgegeben wurde. Zusätzliche Titel erscheinen im Abstand von einigen Jahren, um dem wissenschaftlichen Fortschritt und der Erschließung neuer Themengebiete gerecht zu werden. Seit 1996 sind alle Ausgaben elektronisch verfügbar, und seit 2004 wurden die meisten Reihen von Annual Reviews mit farbigen Illustrationen ausgestattet.

## Titelliste
| Journal | Erscheint seit |
| --- | -------------- |
| Annual Review of Analytical Chemistry                                                                             | 2008           |
| Annual Review of Animal Biosciences                                                                               | 2013           |
| Annual Review of Anthropology                                                                                     | 1972           |
| Annual Review of Astronomy and Astrophysics                                                                       | 1963           |
| Annual Review of Biochemistry                                                                                     | 1932           |
| Annual Review of Biomedical Engineering                                                                           | 1999           |
| Annual Review of Biophysics (ehemals „Biophysics and Bioengineering“ und „Biophysics and Biomolecular Structure“) | 1972           |
| Annual Review of Cancer Biology                                                                                   | 2017           |
| Annual Review of Cell and Developmental Biology                                                                   | 1985           |
| Annual Review of Chemical and Biomolecular Engineering                                                            | 2010           |
| Annual Review of Clinical Psychology                                                                              | 2005           |
| Annual Review of Computer Science                                                                                 | 1986–1990      |
| Annual Review of Condensed Matter Physics                                                                         | 2010           |
| Annual Review of Earth and Planetary Sciences                                                                     | 1973           |
| Annual Review of Ecology, Evolution, and Systematics (früher „Ecology and Systematics“)                           | 1970           |
| Annual Review of Economics                                                                                        | 2009           |
| Annual Review of Entomology                                                                                       | 1956           |
| Annual Review of Environment and Resources (früher „Energy and the Environment“)                                  | 1976           |
| Annual Review of Financial Economics                                                                              | 2009           |
| Annual Review of Fluid Mechanics                                                                                  | 1969           |
| Annual Review of Food Science and Technology                                                                      | 2010           |
| Annual Review of Genetics                                                                                         | 1967           |
| Annual Review of Genomics and Human Genetics                                                                      | 2000           |
| Annual Review of Immunology                                                                                       | 1983           |
| Annual Review of Law and Social Science                                                                           | 2005           |
| Annual Review of Linguistics                                                                                      | 2015           |
| Annual Review of Marine Science                                                                                   | 2009           |
| Annual Review of Materials Research                                                                               | 1971           |
| Annual Review of Medicine                                                                                         | 1950           |
| Annual Review of Microbiology                                                                                     | 1947           |
| Annual Review of Neuroscience                                                                                     | 1978           |
| Annual Review of Nuclear and Particle Science                                                                     | 1952           |
| Annual Review of Nutrition                                                                                        | 1981           |
| Annual Review of Organizational Psychology and Organizational Behavior                                            | 2014           |
| Annual Reviews of Pathology: Mechanisms of Disease                                                                | 2006           |
| Annual Review of Pharmacology and Toxicology                                                                      | 1961           |
| Annual Review of Physical Chemistry                                                                               | 1950           |
| Annual Review of Physiology                                                                                       | 1939           |
| Annual Review of Phytopathology                                                                                   | 1963           |
| Annual Review of Plant Biology (früher „Plant Physiology and Plant Molecular Biology“)                            | 1950           |
| Annual Review of Political Science                                                                                | 1998           |
| Annual Review of Psychology                                                                                       | 1950           |
| Annual Review of Public Health                                                                                    | 1980           |
| Annual Review of Resource Economics                                                                               | 2009           |
| Annual Review of Sociology                                                                                        | 1975           |
| Annual Review of Statistics and Its Application                                                                   | 2014           |
| Annual Review of Virology                                                                                         | 2014           |
| Annual Review of Vision Science                                                                                   | 2015           |